# WikiIndaba
WikiIndaba est une conférence officielle de la Fondation Wikimédia qui s'intéresse au contenu africain,. Les sujets de présentation et de dialogue incluent des projets Wikimédia tels que Wikipédia, d'autres wikis, des logiciels open source, des connaissances libres, du contenu gratuit et comment ces projets affectent le continent africain.

## Impact de la pandémie de Covid-19
Avant la pandémie de Covid-19, les groupes d'utilisateurs affiliés sélectionnés pour accueillir la conférence s'organisaient pour l'héberger en présentiel. Cependant, avec la pandémie, le format est devenu hybride et les participants peuvent assister à la fois en ligne et physiquement. L'Ouganda, récent pays affilié, l'a hébergée uniquement en ligne en 2021, ce qui a vu le nombre de participants doubler par rapport à l'accueil en présentiel.

## Aperçu
| Logo | Conférence      | Date            | Pays hôte                     |
| ---- | --------------- | --------------- | ----------------------------- |
|      | WikiIndaba 2014 | 20-22 juin      | Johannesbourg, Afrique du Sud |
|      | WikiIndaba 2017 | 20-22 janvier   | Accra, Ghana                  |
|      | WikiIndaba 2018 | 16-18 mars      | Tunis, Tunisie                |
|      | WikiIndaba 2019 | 8–10 novembre   | Abuja, Nigéria                |
|      | WikiIndaba 2021 | 5 au 7 novembre | Kampala, Ouganda              |
|      | WikiIndaba 2022 | 4-6 novembre    | Kigali, Rwanda                |
|      | WikiIndaba 2023 | 3-5 novembre    | Agadir, Maroc                 |
|      | WikiIndaba 2024 | 1-2 novembre    | Le Cap, Afrique du Sud        |

## Galerie

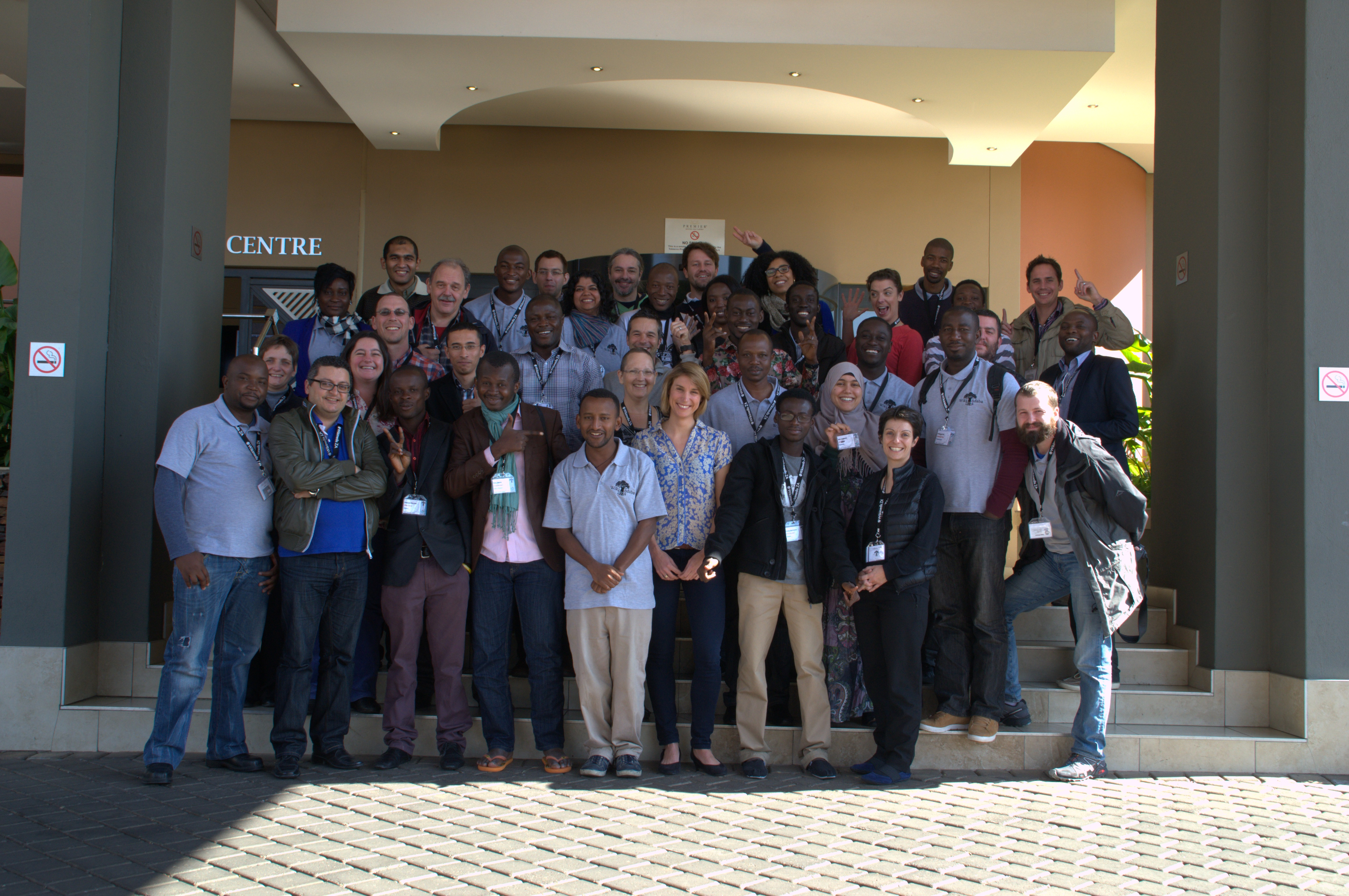
2014
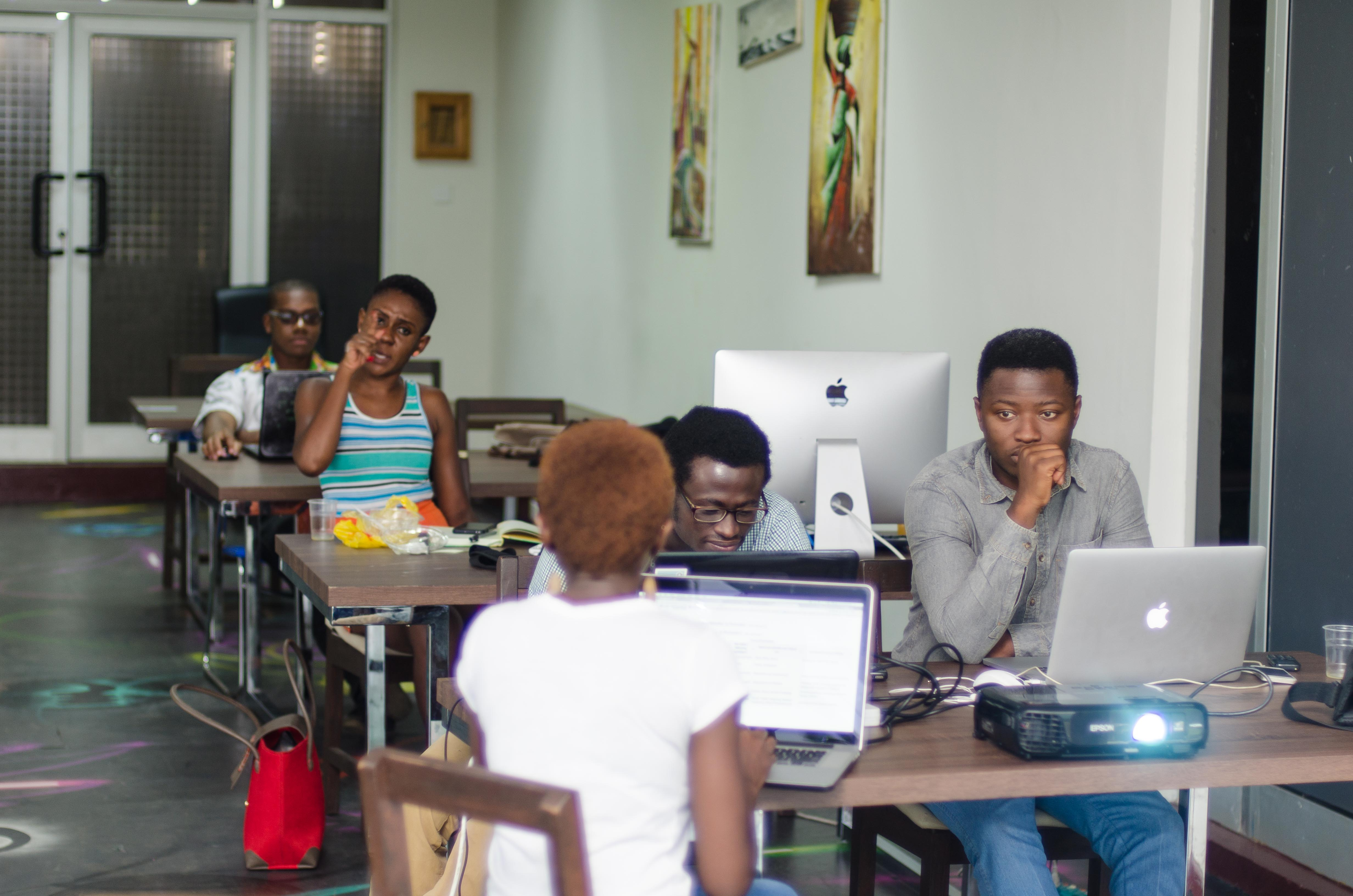
2016
2017
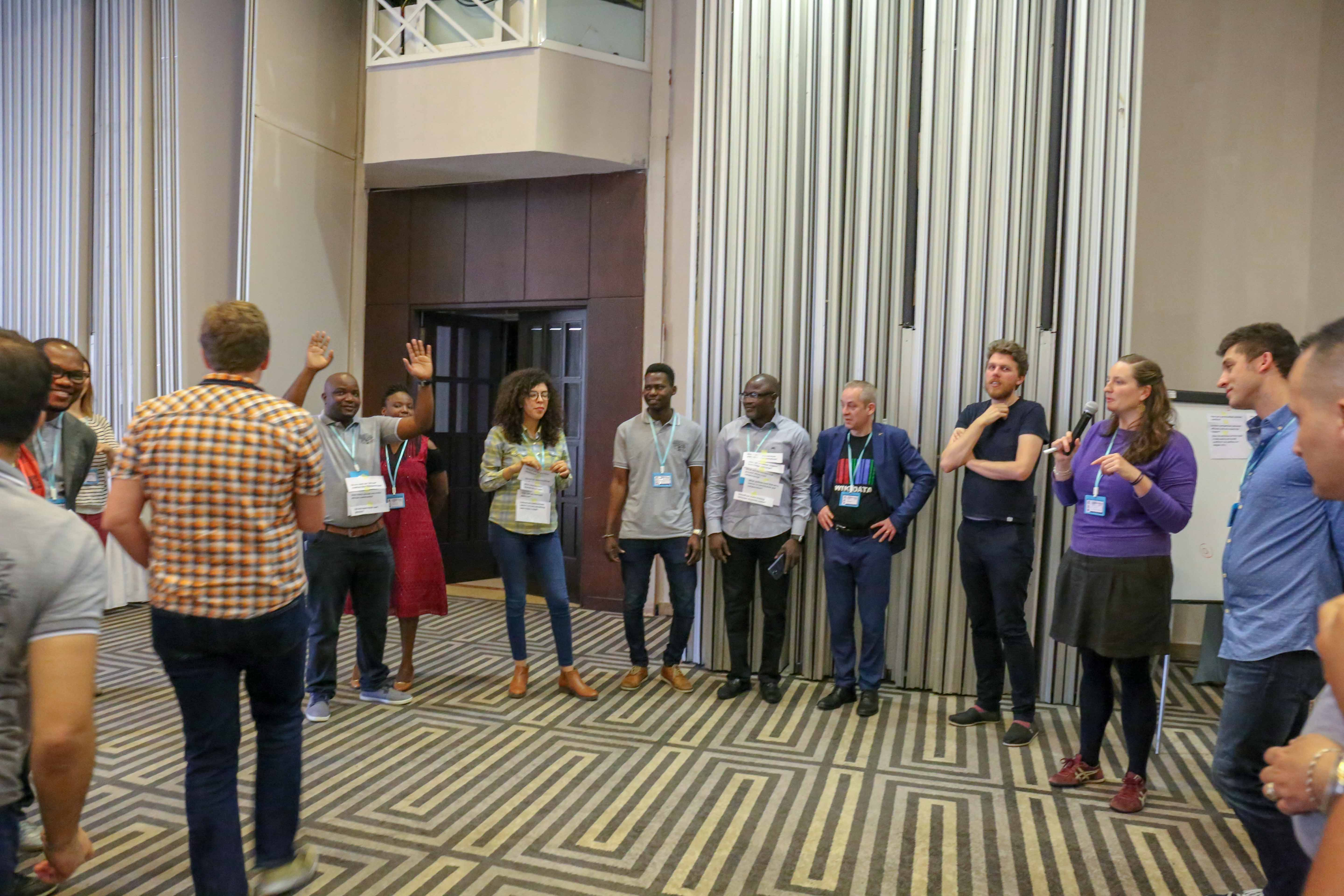
2018
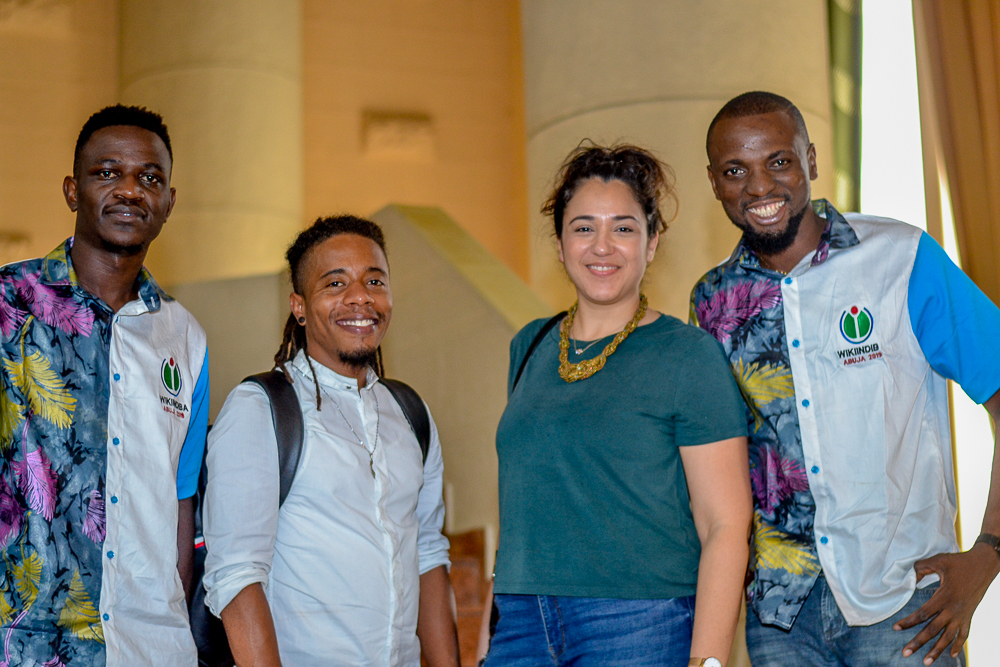
2019
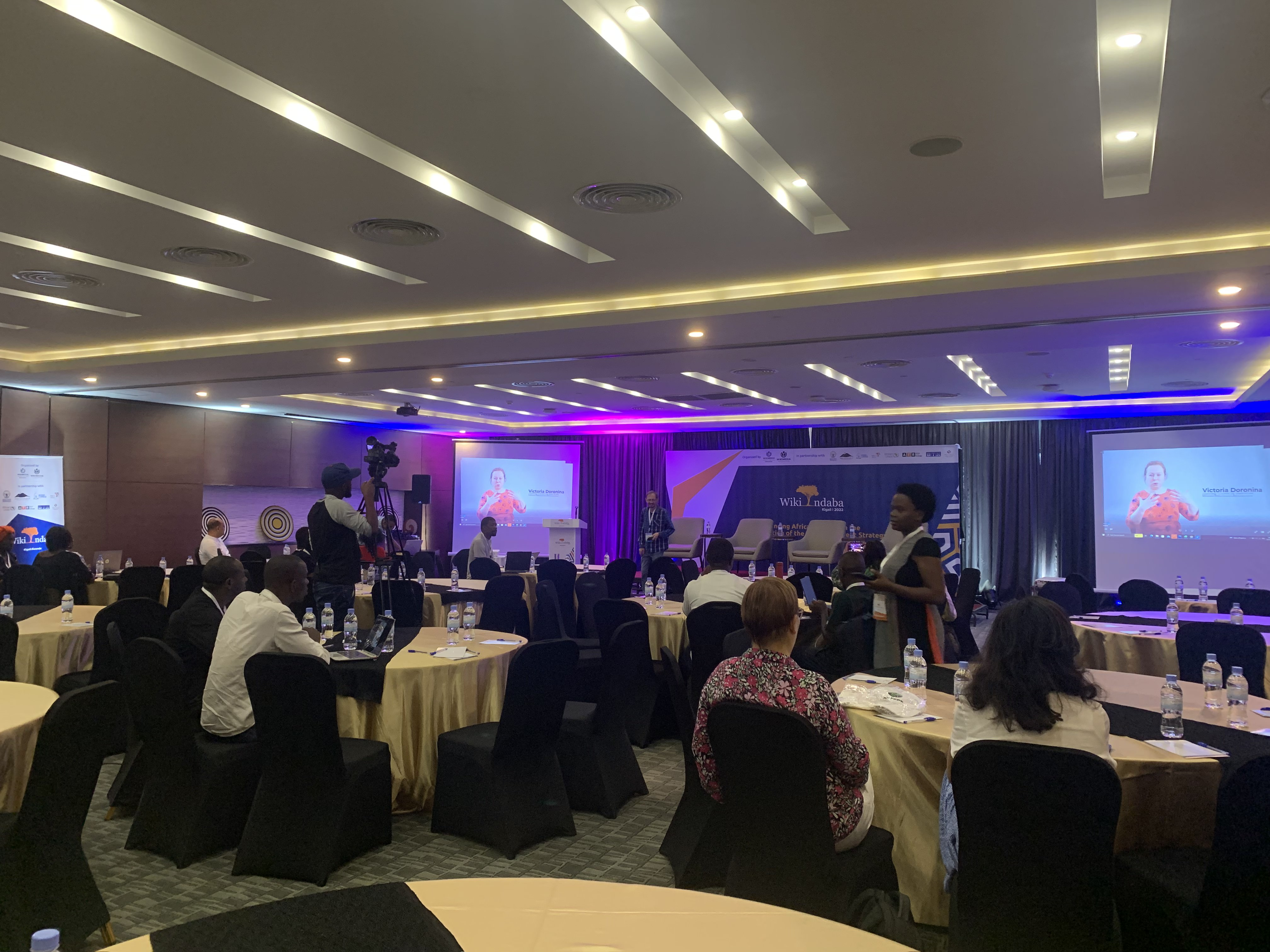
2022
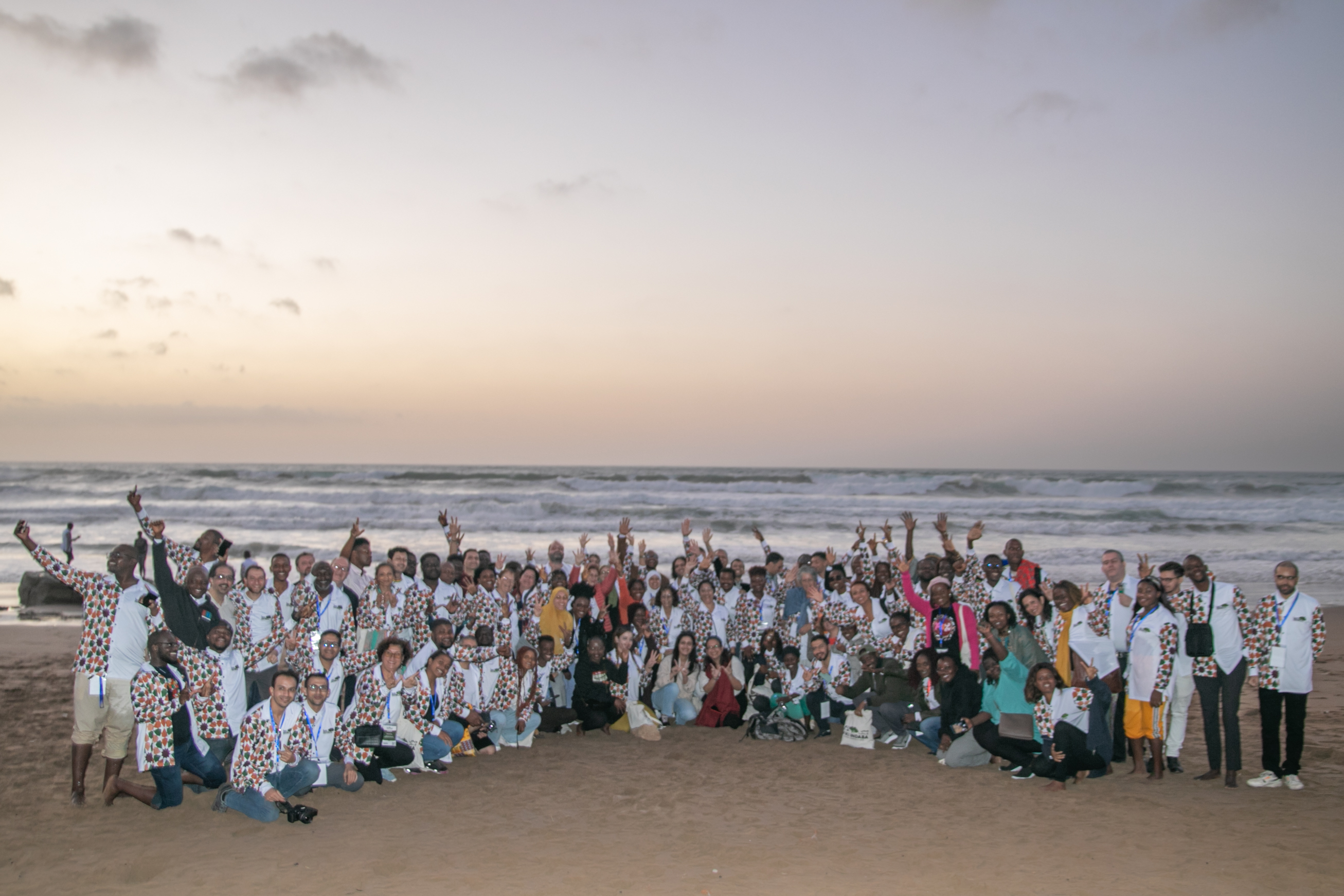
2023